# 10min.
『10min.』（テン・ミニッツ）は、2008年3月31日から同年9月26日まで西日本放送で放送された情報ミニ番組である。

## 概要
RNCは2008年3月28日まで『情報あ〜る!!』を平日午後のワイドショー（『ザ・ワイド』→『情報ライブ ミヤネ屋』）が終了した直後の15:50 - 15:58（8分）に放送していたが、『情報ライブ ミヤネ屋』のフルネット化（13:55 - 16:43）に合わせて同番組を終了させ、替わってこの番組をスタートさせた。放送時間はタイトルの通り10分間。
しかし、『情報ライブ ミヤネ屋』の放送時間が2008年9月29日から13:55 - 15:50に短縮することになり、番組は前週の9月26日に放送を終了。タイトルは元の『情報あ〜る!!』に戻され、放送時間も8分に戻された。

## 放送時間
- 月曜 - 木曜 16:43 - 16:53
- 金曜 16:50 - 17:00

## 番組内容
番組の内容は『情報あ〜る!!』の10分時代（2006年3月まで）と変わっていない。スタジオ生放送部分は16:9HD、火曜 - 金曜の情報コーナー部分は4:3SDである。
- ニュース（ほとんどは季節の話題や展覧会紹介を1本）
- 今夜のお薦め番組（2006年4月 - 2008年3月までの8分時代はこの部分が削られていた）
- 情報コーナー（月曜の株価情報は生放送だが、火曜以降は新製品案内やイベントのお知らせで録画になる）
- 天気予報

## キャスター
RNCの女性アナウンサーが日替わりで担当。男性アナウンサーは、『情報あ〜る!!』時代およびさらにその前身の『せとらんど'○○』時代も含めて担当したことがなかった。